# Доходный дом А. Л. Лишневского
Доходный дом А. Л. Лишневского — памятник архитектуры. Расположен в Петроградском районе Санкт-Петербурга, современный адрес дома — Лахтинская улица, 24.

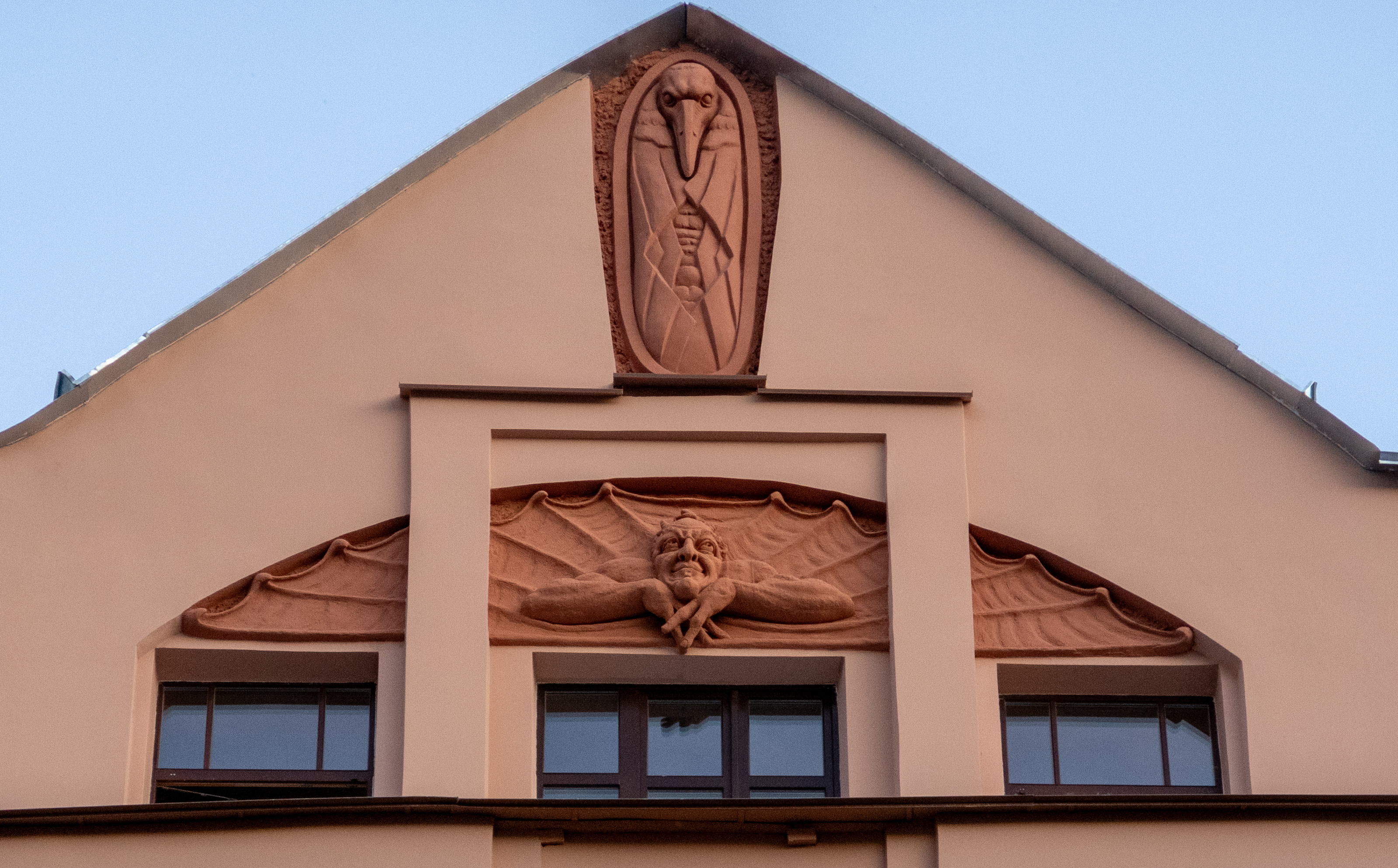
Мефистофель

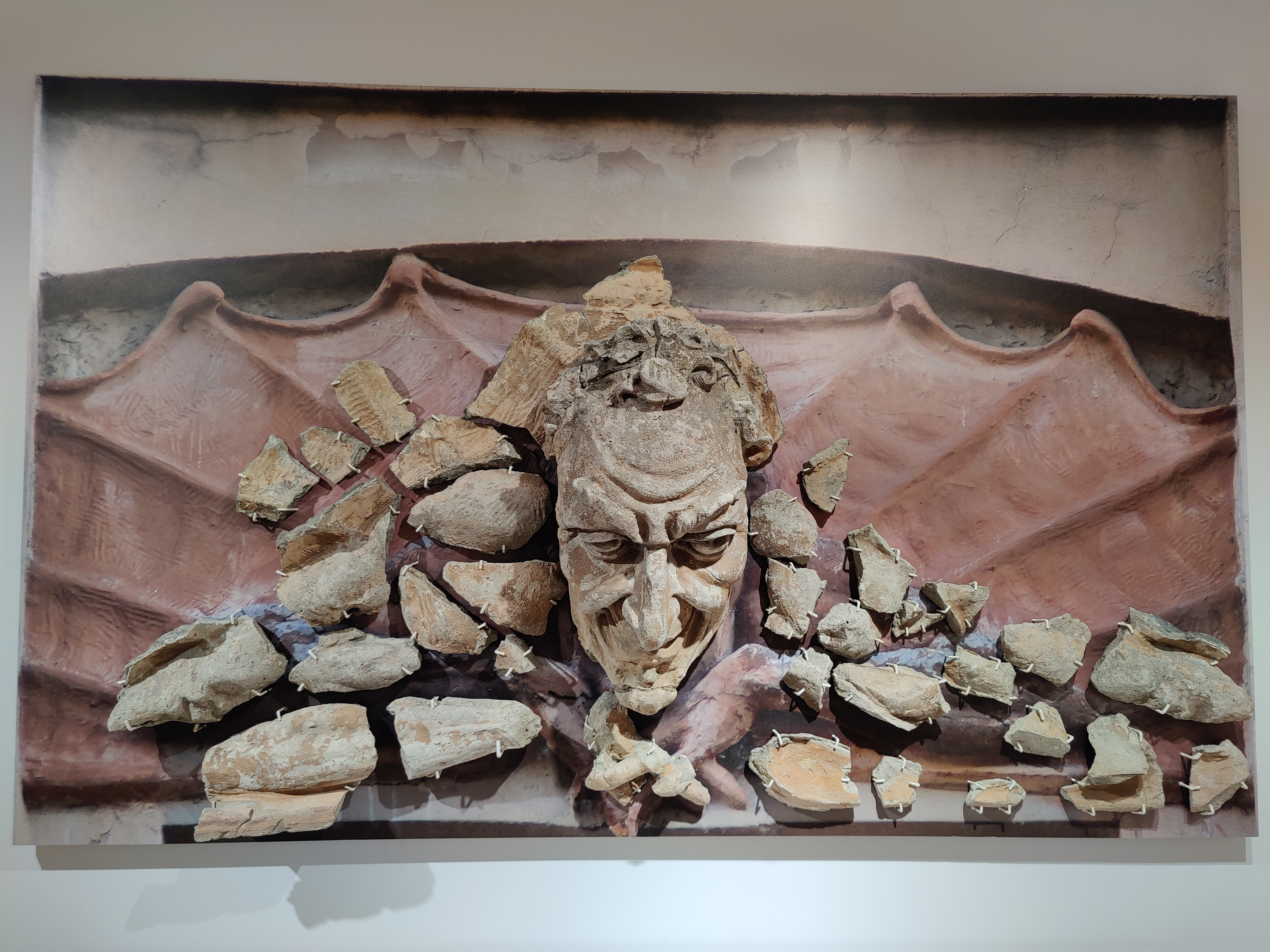
Осколки оригинального Мефистофеля в Центре Пиотровского

В начале 1880-х годов архитектор Константин Андрущенко построил на этом участке двухэтажный деревянный особняк и службы. После ряда смены владельцев старые строения были снесены, и Александр Лишневский построил в 1910 году собственный доходный шестиэтажный дом (или в 1910—1911 годах). Здание украшено барельефами птицы и Мефистофеля, моделью которого предположительно послужил Фёдор Шаляпин (причём Мефистофель был задуман уже в ходе строительства). Лишневский продал дом вдове Александре Чистяковой в 1911 году, до революции зданием владели её дети. Над аркой как минимум до 1949 года было не окно, а трёхгранный фонарик.
Горельеф был сбит с фасада здания 26 августа 2015 года по заказу бизнесмена Василия Щедрина, который мотивировал свои действия опасностью для здоровья горожан: по его мнению, горельеф был в аварийном состоянии и мог упасть на прохожих. Сообщается, что «по чистой случайности» в тот же день мимо дома Лишневского проходил глава Петроградского районного отделения «Единой России» Андрей Бреус, который увидел обломки горельефа и заказал машину для их вывоза, приняв за строительный мусор.
Журналисты связывают утрату памятника с постройкой церкви Ксении Петербургской, возведение которой поддерживал единоросс Вячеслав Макаров, бывший спикер Заксобрания Петербурга (Санкт-Петербургская епархия публиковала опровержения этой версии). «Казаки Санкт-Петербурга» заявили, что демон оскорблял их религиозные чувства. Уничтожение скульптуры вызвало широкий резонанс среди горожан, активисты начали сбор средств на её восстановление (отмечалось отсутствие государственной помощи в восстановлении и адекватном наказании виновных, в итоге реставрационный ремонт всё же был проведён за счёт Фонда капитального ремонта Санкт-Петербурга).
К осени 2022 года горельеф восстановили: сохранившиеся осколки соединили, установив правильное положение при помощи 3D-моделирования. Руководил проектом реставратор Павел Игнатьев. Правая рука «Мефистофеля» почти не пострадала при падении, целым осталось и изображение лица, которое имело отдельную подложку. В ноябре 2022 года горельеф был включён в постоянную экспозицию «История движения в защиту Петербурга» в Центре культурного наследия петербургского отделения ВООПИиК. 2 декабря 2023 года копию установили на фасад здания.